# Елис (окръг, Канзас)
Окръг Елис (на английски: Ellis County) е окръг в щата Канзас, Съединени американски щати. Площта му е 2331 km², а населението - 26 926 души. Административен център е град Хейз.